# تروستنتس (استان بلگورود)
تروستنتس (انگلیسی: Trostenets, Belgorod Oblast) یک شهرک در بخش نوووسکولسکی استان بلگورود کشور روسیه است.